# أيت عميرة
أيت عميرة هي جماعة قروية تابعة لإقليم اشتوكة أيت بها ضمن جهة سوس ماسة درعة بالمغرب. بلغ مجموع عدد سكان الجماعة حسب إحصاءات 2024 حوالي 113236 نسمة ، بعدما استقر عدد سكانها عند حجم 76559 نسمة سنة 2014. تعد الجماعة الترابية لأيت عميرة المجال الترابي الشتوكي الأكثر سكانا على صعيد اقليم اشتوكة ايت باها.

## إحصاء عام
| السنة | عدد السكان | عدد الأسر | عدد الأجانب |
| ----- | ---------- | --------- | ----------- |
| 1994  | 25258      | 4636      | °°°°        |
| 2004  | 47458      | 10674     | 7           |